# Lutou (köpinghuvudort i Kina, Hubei Sheng, lat 32,25, long 112,93)
Lutou (kinesiska: 鹿头, 鹿头镇) är en köpinghuvudort i Kina. Den ligger i provinsen Hubei, i den centrala delen av landet, omkring 220 kilometer nordväst om provinshuvudstaden Wuhan. Antalet invånare är 55 667. Befolkningen består av 27 346 kvinnor och 28 321 män. Barn under 15 år utgör 17,0 %, vuxna 15-64 år 72 %, och äldre över 65 år 9,0 %.
Runt Lutou är det tätbefolkat, med 331 invånare per kvadratkilometer. Närmaste större samhälle är Taiping, 16,9 km väster om Lutou. Trakten runt Lutou består till största delen av jordbruksmark.
Genomsnittlig årsnederbörd är 936 millimeter. Den regnigaste månaden är augusti, med i genomsnitt 159 mm nederbörd, och den torraste är januari, med 10 mm nederbörd.